# Heringsdorf, Vorpommern-Greifswald
Heringsdorf là một đô thị trong huyện Vorpommern-Greifswald (trước thuộc huyện Ostvorpommern), bang Mecklenburg-Vorpommern, miền bắc nước Đức.

## Hình ảnh

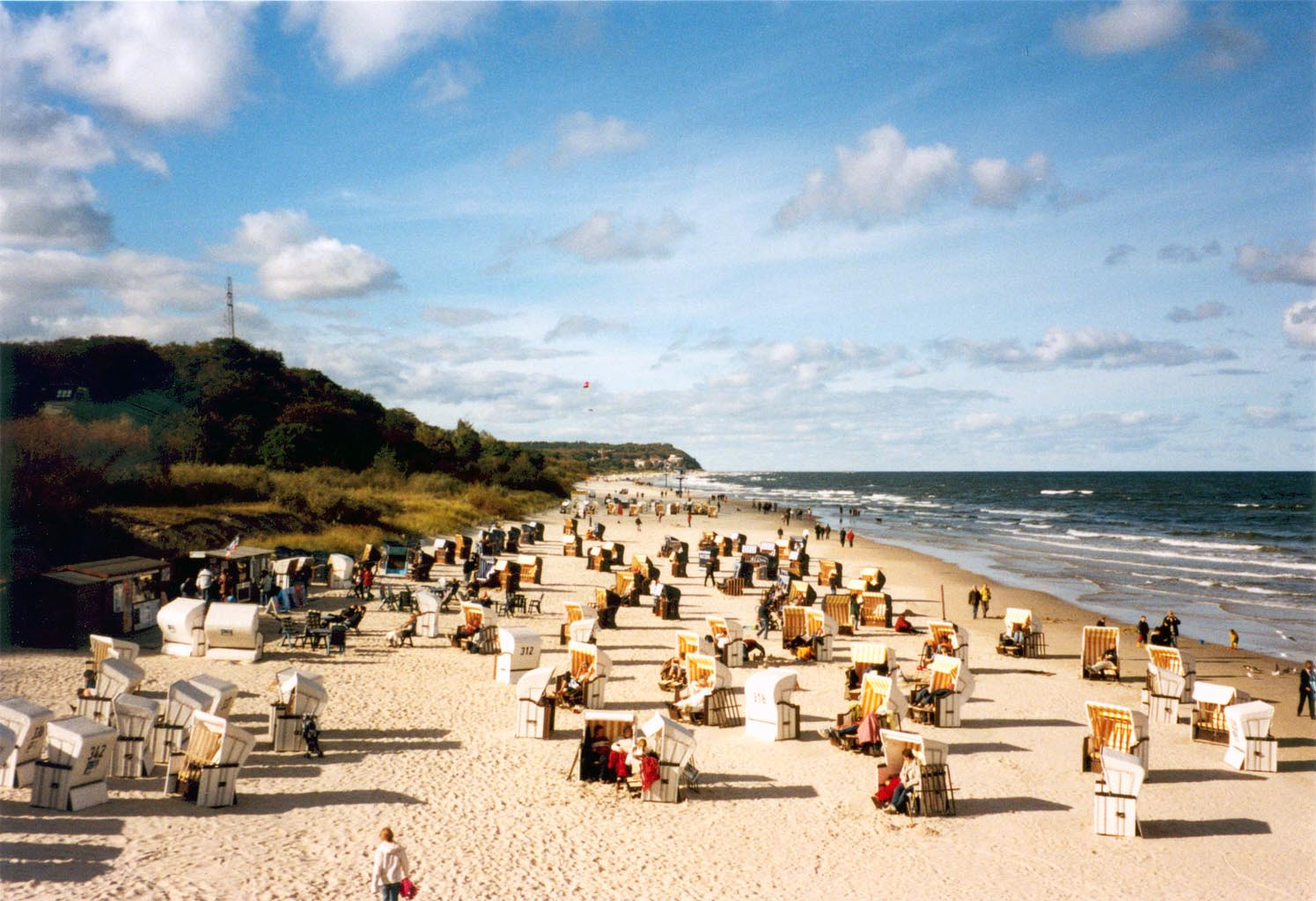
Beach
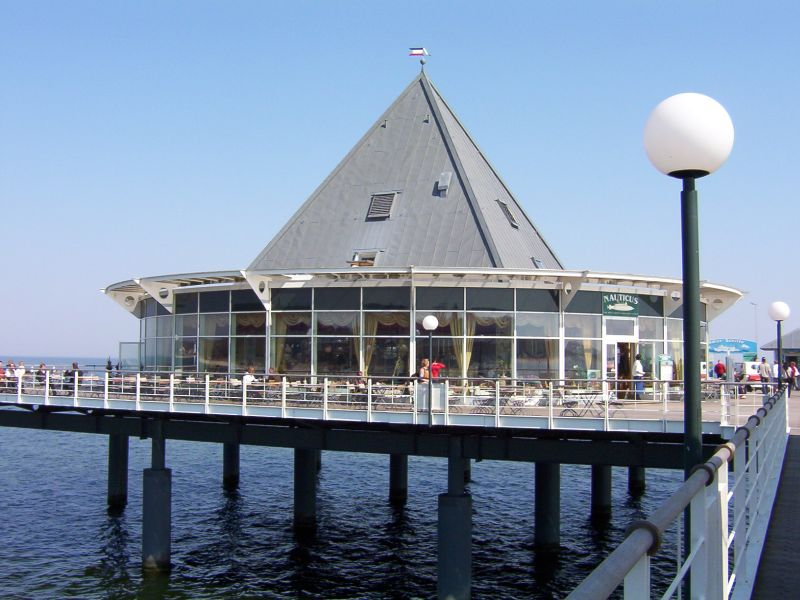
Restaurant on the Heringsdorf pier
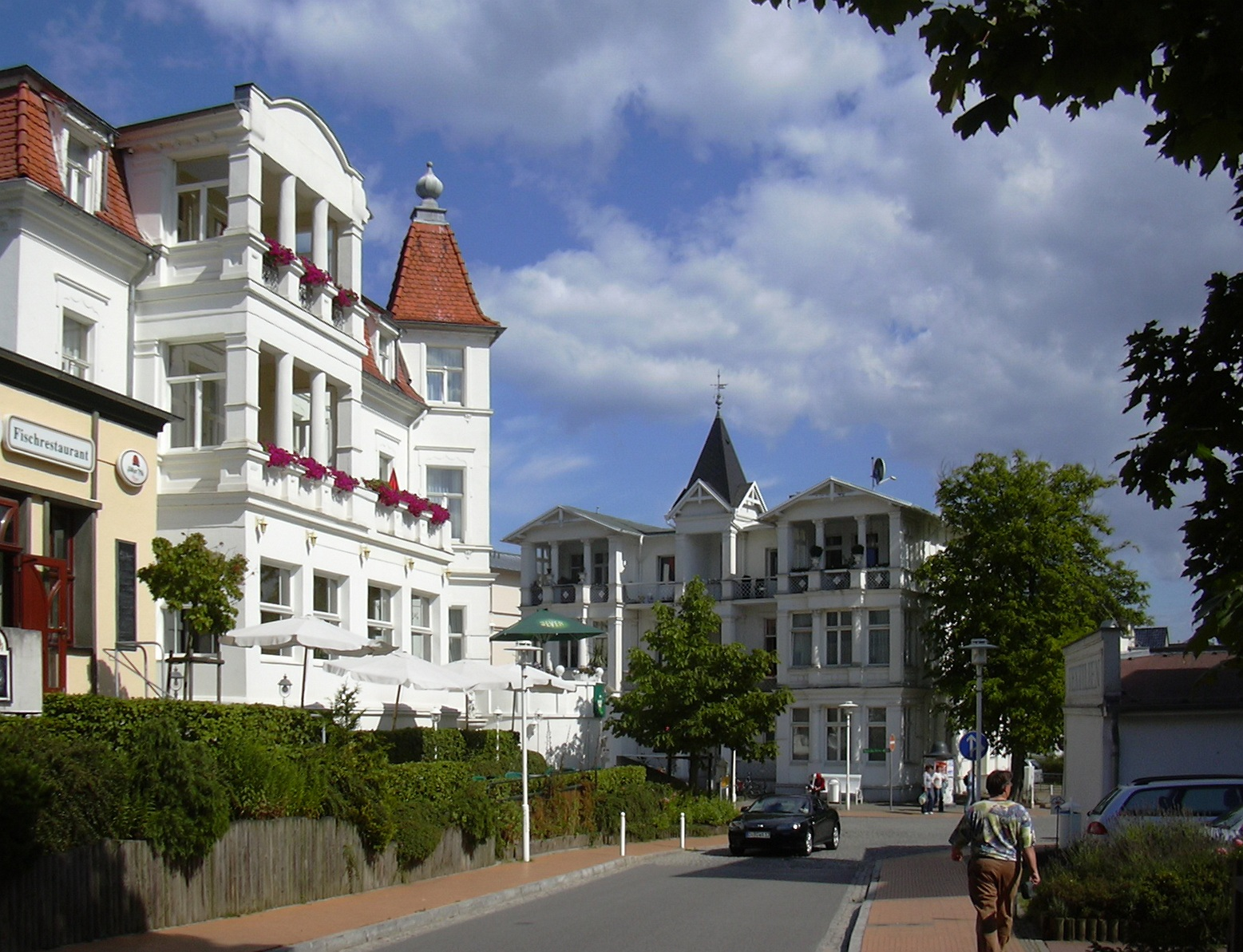
Bansin
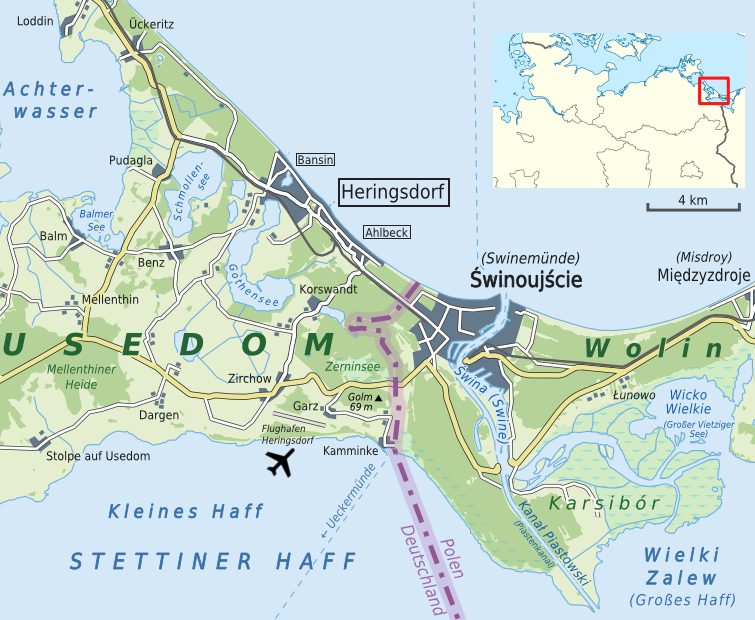
Map